# Helicoconis aptera
Helicoconis aptera là một loài côn trùng trong họ Coniopterygidae thuộc bộ Neuroptera. Loài này được Messner miêu tả năm 1965.